# Koszowata
Koszowata (ukr. Ківшовата, Kiwszowata) – wieś w rejonie białocerkiewskim obwodu kijowskiego.
Siedziba dawnej gminy Koszowata w powiecie taraszczańskim na Ukrainie.
Pałac polskiej rodziny Mołodeckich został rozgromiony po dekrecie Małej Rady ukraińskiej z 7 listopada 1917 roku.

## Ludzie
- Józef Młodecki (zm. w 1902 w Monasterzyskach) – właściciel dóbr ziemskich Koszowata[3].